# Inflacija
Inflacija je povećanje opće razine cijena u određenom vremenskom razdoblju koje obuhvaća cijelo gospodarstvo. Inflacija je trenutno najveći problem cijelog svjetskog gospodarstva koji se pokušava suzbiti razno raznim mjerama monetarne i fiskalne politike. Prevelika količina novca u optjecaju nije bila popraćena s proizvodnjom, količinom proizvoda i samim cijenama outputa na tržištu i kao posljedica dolazi do inflacije. Kada opća razina cijena poraste, određena valutna jedinica u stanju je kupiti sve manje proizvoda ili usluga, čime dolazi do smanjenja kupovne moći po novčanoj jedinici. Time valutna jedinica kao sredstvo razmjene i kao jedinica mjerenja gospodarske aktivnosti gubi na vrijednosti.
Uobičajena mjera inflacije zove se stopa inflacije koja se računa kao godišnja promjena u općem cjenovnom indeksu (najčešće Indeks potrošačkih cijena).
Suprotnost inflaciji je deflacija, pri kojoj dolazi do kontinuiranog smanjenja opće razine cijena proizvoda i usluga. 
Jednostavna jednadžba stope inflacije glasi:
SI = [(razina cijena vremenskog razdoblja 2 - razina cijena vremenskog razdoblja 1 ) / razina cijena vremenskog razdoblja 1]	x 100
Za mjerenje inflacije još se koristi i Indeks potrošačkih cijena (CPI) koji mjeri troškove tržišne košare dobara i usluga potrebnih za svakodnevni život. Osim toga koristi se i GDP deflator i rjeđe indeks proizvođačkih cijena.
Deflacija je proces smanjivanja opće razine cijena, suprotan inflaciji, dok je dezinflacija proces smanjivanja stope inflacije.

## Stopa inflacije i utjecaj na gospodarstvo
Prema intenzitetu inflacija se obično dijeli na umjerenu (do 5% godišnje), galopirajuću (iznad 10% godišnje) i hiperinflaciju (iznad 50% godišnje).
- Niska (umjerena) inflacija prisutna je u mnogim svjetskim gospodarstvima. Povjerenje ljudi u novac nije upitno pa ga ne nastoje pretvoriti u nekretnine ili neki drugi oblik trajnih potrošnih dobara. Ljudi su spremni na dugoročne transakcije jer ih porast cijena znatnije ne obezvrjeđuje. Umjerena inflacija se obično smatra stimulativnom kako za agregatnu ponudu tako i za agregatnu potražnju.

- U galopirajućoj inflaciji, novac gubi na vrijednosti pa ljudi kod sebe zadržavaju minimalne količine potrebne za transakcije. Cijene se izražavaju u stabilnijim valutama, dok ugovori dobivaju deviznu klauzulu. Financijska tržišta odumiru iako gospodarstvo funkcionira. Ljudi nagomilavaju proizvode, kupuju kuće, a kamatne stope su visoke.

- Kod hiperinflacije stopa inflacije je višeznamenkasta. Ponuda novca daleko premašuje njegovu potražnju. Novčana razmjena se zamjenjuje trampom (robna razmjena), dolazi do dramatične preraspodjele bogatstva i gospodarstvo je u rasulu. Bijeg od valute koja gubi vrijednost može dovesti do daljnjeg ubrzavanja inflacije i na taj način zatvoriti "začarani krug". Stanovništvo ne vjeruje u snagu novca pa se ni ne zadužuje, a dodatna emisija novca od središnje banke, samo bi poduprla inflaciju. U stanju hiperinflacije dolazi do teških društvenih i socijalnih poremećaja, a gospodarstvo uopće ne funkcionira. Novac jako brzo gubi na vrijednosti, relativne cijene su vrlo nestabilne.

Hrvatska je zemlja s jako velikim postotkom uvoza i proizvodnja je jedna grana koja svakoj zemlji igra veliku ulogu u vrijeme krize, a nažalost mi smo što se toga tiče u velikom deficitu kao država. Najveći utjecaj inflacija ima na države čije gospodarsko stanje nije u dobrom položaju, umirovljenike i siromašne građane koji rade za minimalnu plaću ili nezaposlene koji traže posao.

## Uzroci inflacije
Uzroci inflacije mogu biti višestruki. Kod inflacije potražnje, previše potrošnje je preusmjereno na premalo roba. Uzroci su porast novčane ponude, državnih rashoda te porast izvoza čime se smanjuje domaća ponuda.
S druge strane, porast nominalnih nadnica, porast cijena inputa i energije i promjena deviznih tečajeva dovode do inflacije troškova. Visoke stope inflacije najčešće su prouzročene političkom odlukom u situacijama u kojima država ne može namaknuti prihode iz drugih izvora pa se odlučuje na "tiskanje novca". Do inflacije može doći i zbog želje vlasti da tiskanjem novca i kupovinom stranih valuta i obveznica izazovu devalvaciju kako bi povećali konkurentnost vlastitih proizvoda. Ako druge države odgovore istom mjerom može doći do valutnog rata, što može dovesti do inflacije u većem broju država.
Uzroci se mogu pronaći u povećanju novčane ponude, državnih rashoda, te porastu izvoza čime se direktno utječe na smanjenje domaće ponude. Ukoliko se radi o inflaciji troškova, dolazi do promjene cijene plaća. Najveći problem predstavlja zaduženost koju država ne može kontrolirati pa se zadužuje na način da tiska novac.
Pravilnim odabirom antiinflacijske politike  pravovremenom sprječavanju ekonomskih poremećaja osigurava se stabilnost i rast gospodarstva.

## Kraj inflacije i posljedice
Inercijska inflacija ostaje na istoj stopi sve dok je neki događaj ne promijeni. Cijene i troškovi rastu po istoj stopi, kao i agregatna ponuda i potražnja. Zaustavljanje ili smanjivanje inflacije često dovodi do usporavanja gospodarskog rasta i povećanja nezaposlenosti. S druge strane, zaustavljanje hiperinflacije je nužan preduvjet za normalnu gospodarsku aktivnost pa je u takvim slučajevima efekt smanjenja inflacije na gospodarstvo pozitivan. Visoka inflacija dovodi do gubitka povjerenja stanovništva u valutu i monetarne vlasti; često je potrebno dugo razdoblje stabilnosti kako bi se povjerenje vratilo.
Ukoliko se dogodi porast stope inflacije, saniranje lako može dovesti do recesije, a kasnije u težem obliku depresije. Provoditelji mjera ekonomske politike moraju biti vrlo oprezni da ne izazovu nove negativne posljedice kao rezultat rješavanja problema inflacije.

## Vanjske poveznice
- Stope inflacije u svijetu (njem.)